# Laneuveville-en-Saulnois

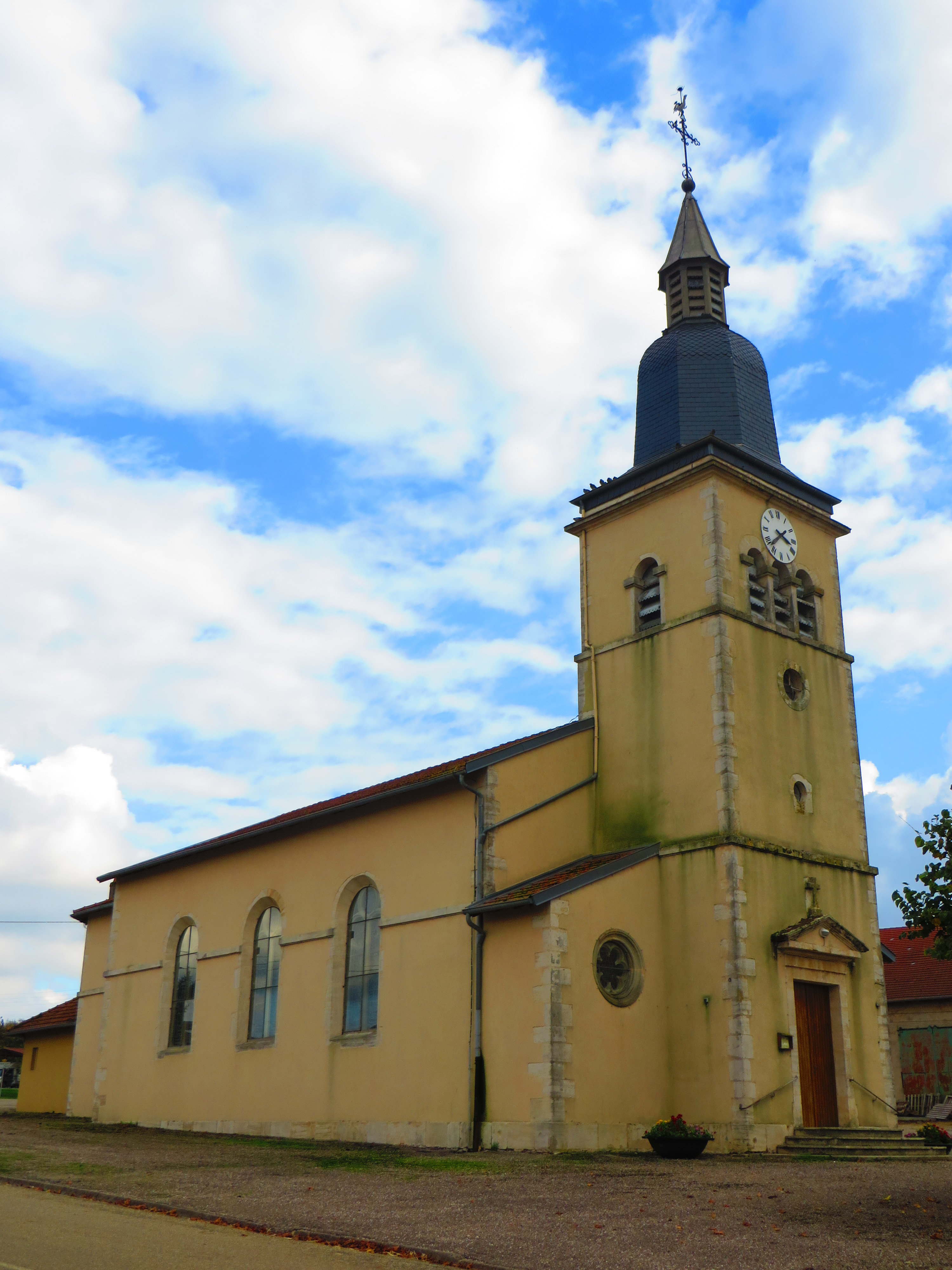
Kirche St. Maria Magdalena

Laneuveville-en-Saulnois ist eine französische Gemeinde mit 285 Einwohnern (Stand 1. Januar 2022) im Département Moselle in der Region Grand Est (bis 2015 Lothringen). Sie gehört zum Arrondissement Sarrebourg-Château-Salins.

## Geographie
Laneuveville-en-Saulnois liegt on Lothringen, 36 Kilometer südöstlich von Metz zwischen Delme und Château-Salins im Saulnois (Salzgau), acht Kilometer nordwestlich von Château-Salins und vier Kilometer südöstlich von Delme, auf einer Höhe zwischen 255 und 342 m über dem Meeresspiegel, die mittlere Höhe beträgt 290 m. Das Gemeindegebiet umfasst 6,48 km², und die Bevölkerungsdichte beträgt 35 Einwohner pro km².

## Geschichte
Die Ortschaft gehörte einst zum Herzogtum Lothringen und dem Bistum Metz und war Teil der Salmschen Baronie Viviers; die Grafen von Salm hatten die Ortschaft schon 1222 von Graf Heinrich von Bar als Lehen erhalten. 1661 wurde der Ort zusammen mit Bar von Frankreich annektiert. Bis 1826 war der Ort in das Nachbardorf Fonteny eingemeindet.
Durch den Frankfurter Frieden vom 10. Mai 1871 kam die Region an das deutsche Reichsland Elsaß-Lothringen, und das Dorf wurde dem Kreis Château-Salins im Bezirk Lothringen zugeordnet. Die Dorfbewohner betrieben Getreide- und Obstbau.
Durch kaiserlichen Erlass vom 2. September 1915 erhielt das Dorf den offiziellen deutschen Namen Neuheim in Lothringen.
Nach dem Ersten Weltkrieg musste die Region aufgrund der Bestimmungen des Versailler Vertrags 1919 an Frankreich abgetreten werden. Aus Neuheim in Lothringen wurde wieder Laneuveville-en-Saulnois. Im Zweiten Weltkrieg wurde die Region von der deutschen Wehrmacht besetzt und als CdZ-Gebiet Lothringen unter deutsche Verwaltung gestellt.
Von 1940 bis 1944 trug das Dorf den eingedeutschten Namen Neuheim.

### Bevölkerungsentwicklung
| Jahr      | 1962 | 1968 | 1975 | 1982 | 1990 | 1999 | 2007 | 2019 |
| Einwohner | 167  | 167  | 131  | 129  | 139  | 184  | 254  | 292  |

## Wappen
Die Lachse und Kreuze im Gemeindewappen symbolisieren die Herrschaft der Grafen von Salm über Laneuveville. Die Parfümvase ist das Attribut der Heiligen Maria Magdalena, der Patronin der örtlichen Kirche.